# Castello di Brolio

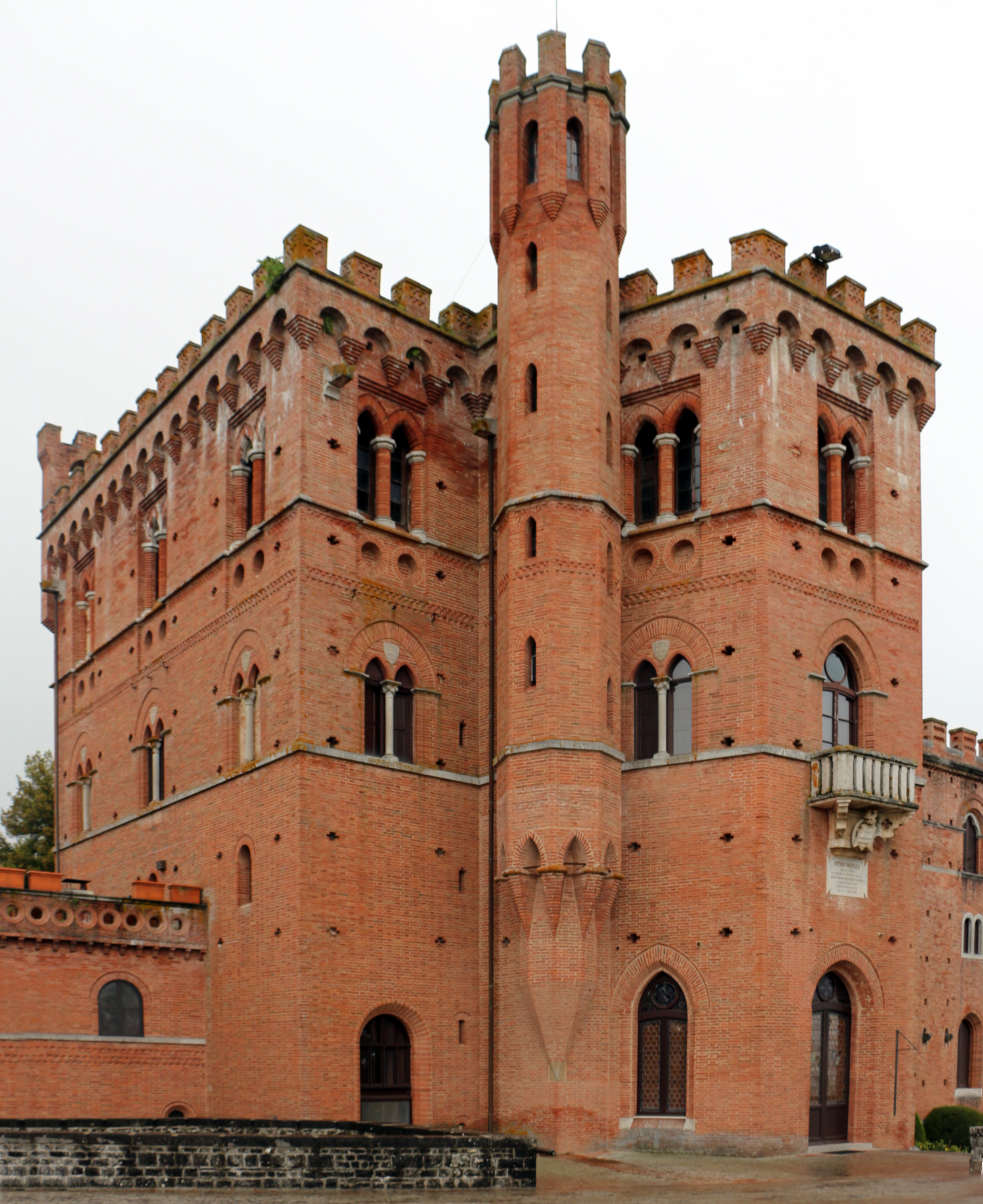
Castello di Brolio

O Castello di Brolio localiza-se na prefeitura de Gaiole in Chianti, perto da cidade de Siena, na Itália.